# Egmont von Rauch
Pour les articles homonymes, voir Rauch.
Egmont Roderich Carl von Rauch (né le 8 janvier 1829 à Potsdam et mort le 26 août 1875 à Oranienbourg) est un colonel prussien et fondateur de l'association d'équitation et d'élevage de chevaux de Saxe-Thuringe et des courses de chevaux à Halle-sur-Saale.

## Biographie

### Origine
Egmont von Rauch est le plus jeune fils du lieutenant-général Friedrich Wilhelm von Rauch, plénipotentiaire militaire prussien de longue date à la cour de Saint-Pétersbourg et adjudant général du roi Frédéric-Guillaume IV de Prusse, et de sa femme Laurette, née comtesse von Moltke (1790 -1864) de la branche de Wolde. Son grand-père est le général de division Bonaventura von Rauch, directeur de l'Académie royale du génie de Potsdam, et son arrière-grand-père , le général der Kavallerie Joachim Bernhard von Prittwitz, sauveur du roi Frédéric le Grand à la bataille de Kunersdorf.
Le général de cavalerie Alfred Bonaventura von Rauch et le lieutenant-général Friedrich Wilhelm von Rauch sont ses frères. Sa sœur Elise comtesse von Fersen, née von Rauch, est dame d'honneur de l'impératrice russe Alexandra Feodorovna.

### Carrière militaire
Rauch commence sa carrière militaire dans le traditionnel 3e régiment de hussards de l'armée prussienne, les "hussards de Zieten". En tant que sous-lieutenant, il est arrivé à Brandebourg-sur-la-Havel en 1847 au 6e régiment de cuirassiers, dans lequel son frère Friedrich Wilhelm. Rauch est promu premier lieutenant en 1858 et en 1859 – avec son frère – capitaine. En 1860, il dirigea l'escadron de son régiment à Saint-Pétersbourg à l'occasion des cérémonies funéraires de l'impératrice russe Alexandra Feodorovna, la sœur de l'empereur Guillaume Ier. En 1864, il combat avec son escadron, il combat à Düppel dans la guerre contre le Danemark en 1864 et est décoré de l'ordre de la Couronne de 4e classe avec épées.
En 1866, Rauch rejoint l'état-major général et est nommé major dans l'état-major de la 6e division d'infanterie stationnée à Brandebourg-sur-la-Havel. En 1867, il devient officier d'état-major régulier du 12e régiment de hussards à Weißenfels et Mersebourg. Avec le régiment, il combat dans la guerre contre la France à Beaumont et devant Paris. Rauch reçoit la croix de fer et la croix du Mérite militaire du Mecklembourg de 2e classe pour ses réalisations. Le 19 avril 1871, Rauch est nommé à la tête du régiment de hussards de Zieten à Rathenow, où sa carrière militaire a commencé. Après avoir été promu lieutenant-colonel le 25 août 1871, il est nommé commandant du 3e régiments de hussards le 4 novembre 1871. En 1873, il est promu colonel.

### Course de chevaux
Tout comme son frère Alfred Bonaventura von Rauch et son cousin Fedor von Rauch, Rauch se distingue particulièrement dans le domaine des courses de galop en tant que cavalier de course ou cavalier masculin, et plus tard en tant que fondateur de clubs de courses et d'hippodromes. Pendant son service au 12e régiment de hussards, il fonde l'association saxo-thuringeoise d'équitation et d'élevage de chevaux et organise les premières courses de galop dans la ville voisine de Halle-sur-Saale. En souvenir de cela, l'hippodrome de Halle accueille en 1997 la course Major von Rauch.
En tant que commandant des hussards de Zieten et en même temps que président fondateur, le colonel Egmont von Rauch créé le 6 février 1875, le club de cavaliers et d'élevage de chevaux de la Marche ou d'Havelland-Priegnitz, qui organise ses courses à Pritzwalk et Brandebourg-sur-la-Havel. Jusqu'à sa mort, Rauch est également membre du comité représentatif de l'Union-Klub, basée à Berlin, l'organisation faîtière des courses de chevaux dans l'Empire allemand.
Rauch est victime d'un accident vasculaire cérébral mortel en selle le 26 août 1875 devant le front de ses soldats lors de l'exercice de brigade sur le champ de manœuvres près d'Oranienbourg. Heinrich von Rosenberg (1833–1900) alors lieutenant-colonel et futur général de cavalerie, est nommé à sa succession en septembre 1875., qui a également une influence formatrice sur les courses de chevaux.

### Famille
Rauch se marie le 3 août 1857 à Dahlen avec Louise von Schierstaedt (de) (1838-1905), fille d'Hermann von Schierstaedt, seigneur de Dahlen, et de sa femme Fatime, née von Zychlinski.
Le mariage donne naissance trois filles:
- Elise (1859-1943), supérieure de l'hospice de l'Ouest (de) à (Berlin-)Charlottenbourg
- Anne (1861-1872)
- Marie (1864–1930) mariée en 1906 à Dahlen avec Bernhard von Stegmann und Stein, chambellan du grand-duc de Saxe-Weimar, Rittmeister

Le couple Egmont et Louise von Rauch est enterré dans le cimetière héréditaire de Schierstaedt à Dahlen. Ses trois filles Elise, Anna et Marie y trouvent également leur dernière demeure. Les tombes des Rauch sont conservées. La sépulture héréditaire de la famille von Schierstädt se trouve à l'extérieur du parc du domaine ; à l'origine, il existe une liaison visuelle directe entre le manoir et la sépulture.